# 卡氏馬贊麗魚
卡氏馬贊麗魚，為輻鰭魚綱鱸形目隆頭魚亞目慈鯛科的其中一種，被IUCN列為易危保育類動物，分布於南美洲蓋亞那馬扎魯尼河及其支流流域，體長可達8.4公分，棲息在水流快速、岩石底質的溪流，生活習性不明。